# Utomälven
Utomälven är ett område i Hedesunda socken i Gävle kommun, söder om Dalälven.
Byar från öster till väster: Trallet, Bälgsnäs, Lindbäck, Viken, Harbäck, Harmyra, Fräkenänget, Sevallbo, Sevallbovreten, Dalkarlsbo, Fröjesbo, Gundbo, Hällarna, Jugansbo, Kulla, Hade, Hadeholm, Kolartorpen, Södra Färjsundet. 
Naturbad finns på flera ställen vid Dalälven, bland annat i Hällskog och i Hade. På cykelavstånd finns Ön. 
Ansgariikyrkan och Hadeholms herrgård är kända byggnader i Utomälven.